# Англие
Англие́ (фр. Angliers) — коммуна во Франции, находится в регионе Пуату — Шаранта. Департамент коммуны — Приморская Шаранта. Входит в состав кантона Курсон. Округ коммуны — Ла-Рошель.
Код INSEE коммуны — 17009.

## Население
Население коммуны на 2010 год составляло 802 человека.
| 1962 | 1968 | 1975 | 1982 | 1990 | 1999 | 2010 |
| ---- | ---- | ---- | ---- | ---- | ---- | ---- |
| 195  | 199  | 195  | 272  | 310  | 363  | 802  |

## Экономика
В 2010 году среди 524 человек трудоспособного возраста (15—64 лет) 433 были экономически активными, 91 — неактивными (показатель активности — 82,6 %, в 1999 году было 70,3 %). Из 433 активных жителей работали 397 человек (203 мужчины и 194 женщины), безработными было 36 (19 мужчин и 17 женщин). Среди 91 неактивных 29 человек были учениками или студентами, 36 — пенсионерами, 26 были неактивными по другим причинам.